# الذيل (نجم)
الذيل (أندروميدا XI) أو (Xi Andromedae) ويسمى أيضاً Adhil. هو نجم عملاق أحمر منعزل  من القدر الظاهري +4.9  في كوكبة المرأة المسلسلة الشمالية على بعد يقدر بحوالي 214 سنة ضوئية (66 فرسخ فلكي) من الشمس.

## التسمية
ξ Andromedae هي تسمية باير لهذا النجم كما يحمل تسمية فلامستيد 46 Andromedae. وصنف يوهان باير هذا النجم "ξ" في أطلسة (Uranometria) . وظهر النجم في أطلس جون فلامستيد السماوي (Atlas Coelestis)، لكنه لم يحمل اسماً وتم تعيينة في وقت لاحق باسم (46 And) من قبل جيروم لالاند ويحمل النجم الاسم التقليدي Adhil مشتق من اللغة العربية الذيل تراين.
في عام 2016، نظم الاتحاد الفلكي الدولي فريق عمل معني بأسماء النجوم لفهرست وتوحيد الأسماء الخاصة للنجوم للمجتمع الفلكي الدولي. . في 21 أغسطس 2016 استحسن الفريق Adhil لهذا النجم وهو الآن مدرج في فهرس الاتحاد الفلكي لأسماء النجوم.

## خصائص
نجم الذيل نجم عملاق أحمر من التصنيف K0 IIIb. كتلتة تعادل 2.5 كتلة شمسية 
ونصف قطرة يساوي 10 R☉. ولة ضياء إشعاعي اجمالي يعادل 46 L☉ ودرجة حرارة فعالة قدرها 4,656 كلفن ، مما يعطية توهج برتقالي اللون لنجم من النوع- K . وليس لة سرعة دوران متوقعة مقاسة، على الرغم من أن هذا قد يعني ببساطة أن قطب دوران النجم يواجه الأرض.